# Campeonato Sanmarinense 1986-87
El Campeonato sanmarinense 1986-87 fue la segunda edición del Campeonato sanmarinense de fútbol. La Fiorita conquistó su primer título al vencer en la final por 2-0 al Faetano.

## Equipos participantes
| Club         | Ciudad         |
| ------------ | -------------- |
| Cailungo     | Borgo Maggiore |
| Dogana       | Serravalle     |
| Faetano      | Faetano        |
| La Fiorita   | Montegiardino  |
| Libertas     | Borgo Maggiore |
| Montevito    | Fiorentino     |
| Tre Penne    | Serravalle     |
| Murata       | San Marino     |
| San Giovanni | Borgo Maggiore |

## Tabla de posiciones
- Fuente : RSSSF

|  |    | Equipo       | PTS | PJ | PG | PE | PP | GF | GC | DG  |
|  | -- | ------------ | --- | -- | -- | -- | -- | -- | -- | --- |
|  | 1. | Faetano      | 24  | 16 | 9  | 6  | 1  | 33 | 12 | 21  |
|  | 2. | Montevito    | 21  | 16 | 8  | 5  | 3  | 35 | 19 | 16  |
|  | 3. | La Fiorita   | 20  | 16 | 7  | 6  | 3  | 21 | 12 | 9   |
|  | 4. | Dogana       | 19  | 16 | 6  | 7  | 3  | 27 | 19 | 8   |
|  | 5. | Murata       | 16  | 16 | 5  | 6  | 5  | 23 | 24 | 16  |
|  | 6. | Libertas     | 14  | 16 | 3  | 8  | 5  | 20 | 24 | -4  |
|  | 7. | Cailungo     | 11  | 16 | 3  | 5  | 8  | 17 | 28 | -11 |
|  | 8. | San Giovanni | 11  | 16 | 3  | 5  | 8  | 16 | 24 | -7  |
|  | 9. | Tre Penne    | 7   | 16 | 2  | 4  | 10 | 19 | 47 | -28 |

|  | Clasificación a Play-Offs     |
|  | Descienden a Serie A2 1988-89 |

## Play-offs

#### Semifinales
|}

#### Final
| Equipo 1   | Resultado    | Equipo 2  |
| ---------- | ------------ | --------- |
| Faetano    | 2–0          | Dogana    |
| La Fiorita | 0–0 (5:4 p.) | Montevito |

|}

| Equipo 1   | Resultado | Equipo 2 |
| ---------- | --------- | -------- |
| La Fiorita | 2–0       | Faetano  |

| Campeón              |
|                      |
| La Fiorita 1° título |